# Simon Thompson
Pour les articles homonymes, voir Thompson.
Simon Thompson, né le 10 décembre 1977 à Melbourne, en Australie est un triathlète professionnel, champion d'Australie longue distance en 2005.

## Biographie
Simon Thompson a fini 10e aux Jeux olympiques d'Athènes en 2004.

## Palmarès
Le tableau présente les résultats les plus significatifs (podium) obtenus sur le circuit national et international de triathlon depuis 2001,.
| Année | Compétition                               | Pays             | Position           | Temps           |
| ----- | ----------------------------------------- | ---------------- | ------------------ | --------------- |
| 2008  | Coupe d'Asie - l'étape de Séoul           | Corée du Sud     | Médaille d'or      | 1 h 43 min 18 s |
| 2005  | Championnats d'Australie longue distance  | Australie        | Médaille d'or      | Timing          |
| 2005  | Coupe du monde - l'étape de Mooloolaba    | Australie        | Médaille d'or      | 1 h 58 min 38 s |
| 2003  | Championnat d'Océanie                     | Nouvelle-Zélande | Médaille de bronze | Timing          |
| 2003  | Laguna Phuket Triathlon                   | Thaïlande        | Médaille d'or      | 2 h 35 min 15 s |
| 2003  | Coupe d'Europe - l'étape de Genève        | Suisse           | Médaille d'or      | 1 h 58 min 38 s |
| 2002  | Coupe d'Europe - l'étape d'Echternach     | Luxembourg       | Médaille d'or      | 2 h 2 min 2 s   |
| 2002  | Coupe d'Europe - l'étape de Holten        | Pays-Bas         | Médaille d'or      | 1 h 50 min 35 s |
| 2001  | Grand Prix de triathlon - Étape de Vesoul | France           | Médaille d'or      | Timing          |
| 2001  | Coupe d'Asie - l'étape de Hokkaido        | Japon            | Médaille d'or      | 1 h 50 min 35 s |
| 2001  | Coupe d'Europe - l'étape d'Echternach     | Luxembourg       | Médaille d'argent  | 2 h 4 min 34 s  |
| 2001  | Coupe du monde - l'étape de Yamaguchi     | Japon            | Médaille de bronze | 1 h 51 min 41 s |